# Arnaud Art
Arnaud Art (Luik, 28 januari 1993) is een Belgische atleet, die gespecialiseerd is in het polsstokhoogspringen. Hij werd tot op heden zevenmaal Belgisch kampioen.

## Biografie

### Prestaties bij de jeugd
Art won in 2009 het polsstokspringen op het Europees Olympisch Jeugdfestival in Tampere. Twee jaar later nam hij deel aan de Europese kampioenschappen U20 in Tallinn Hij werd achtste in de finale. In 2012 behaalde hij als junior zijn eerste Belgische indoortitel alle categorieën. Hij nam dat jaar ook deel aan de wereldkampioenschappen U20 in Barcelona. Hij werd uitgeschakeld in de kwalificaties.

### Eerste Europese en wereldkampioenschappen
In 2014 veroverde Art zijn eerste Belgische outdoortitel. Hij wist zich ook te plaatsen voor de Europese kampioenschappen in Zürich. Hij geraakte niet verder dan de kwalificaties. Het jaar nadien nam hij in Tallinn deel aan de Europese kampioenschappen U23. Hij werd zevende in de finale. Hij werd ook opnieuw Belgisch outdoorkampioen. Hij kon zich met een persoonlijk record ook plaatsen voor de wereldkampioenschappen in Peking. Hij kon zich niet kwalificeren voor de finale. Art kon zich in 2016 plaatsen voor de Europese kampioenschappen in Amsterdam. Hij wist zich te plaatsen voor de finale, waarin hij elfde werd.

### Belgisch record en wereldkampioenschappen
In 2017 won Art zowel indoor als outdoor de Belgische titel. In juli dat jaar evenaarde hij op een meeting in Keulen met een sprong van 5,70 m het Belgisch record. Met die prestatie plaatste hij zich ook voor de wereldkampioenschappen in Londen. Een week nadien verbeterde hij zijn Belgisch record tot 5,71 m. Op de wereldkampioenschappen kon hij zich met een sprong van 5,60 m plaatsen voor de finale. In de finale geraakte hij niet over de aanvangshoogte.

### Opnieuw Belgisch record en Europese kampioenschappen in Berlijn
In 2018 won Art opnieuw de beide Belgische kampioenschappen. Hij verbeterde dat jaar in de aanloop naar de Europese kampioenschappen het Belgisch record tot 5,72 m. Op de Europese kampioenschappen kon hij zich plaatsen voor de finale. In de finale kon hij de verwachtingen - een top acht-plaats en een Belgisch record - niet inlossen. Hij werd negende met 5,65 m.

### Clubs
Art is in België aangesloten bij Hannut Athlétisme en in Frankrijk bij Bordeaux Athlé.

## Belgische kampioenschappen
Outdoor
| Onderdeel            | Jaar                   |
| -------------------- | ---------------------- |
| polsstokhoogspringen | 2014, 2015, 2017, 2018 |

Indoor
| Onderdeel            | Jaar             |
| -------------------- | ---------------- |
| polsstokhoogspringen | 2012, 2017, 2018 |

## Persoonlijke records
Outdoor
| Onderdeel            | Prestatie      | Datum        | Plaats             |
| -------------------- | -------------- | ------------ | ------------------ |
| polsstokhoogspringen | 5,72 m (ex-NR) | 18 juli 2018 | Naimette-Xhovémont |

Indoor
| Onderdeel            | Prestatie | Datum           | Plaats |
| -------------------- | --------- | --------------- | ------ |
| polsstokhoogspringen | 5,62 m    | 27 januari 2018 | Rennes |

## Palmares
polsstokhoogspringen
- 2009:  EYOF - 4,85 m
- 2010: 6e in kwal.Olympische Jeugdzomerspelen - 4,85 m
- 2011:  BK indoor AC - 5,30 m
- 2011: 8e EK U20 - 5,10 m
- 2012:  BK indoor AC - 5,10 m
- 2012: 14e WK U20 - 5,15 m
- 2014:  Europese teamkampioenschappen - 5,42 m (9de in landencompetitie)
- 2014:  BK AC - 5,35 m
- 2014: 6e Olympische Jeugdzomerspelen - 4,85 m
- 2014: 16e in kwal. EK - 5,30 m
- 2015: 7e EK U23 in Tallinn - 5,30 m
- 2015:  BK AC - 5,30 m
- 2015: 16e in kwal. WK - 5,40 m
- 2016: 11e EK in Amsterdam - 5,30 m
- 2017:  BK indoor AC – 5,50 m
- 2017:  BK AC - 5,50 m
- 2017: NH in finale WK
- 2018:  BK indoor AC – 5,50 m
- 2018:  BK AC - 5,40 m
- 2018: 9e EK in Berlijn - 5,65 m
- 2019:  BK AC - 5,01 m
- 2020:  BK indoor AC – 5,10 m
- 2022:  BK AC - 5,30 m